# Tad Danielewski
 (mars 2019).
Si vous disposez d'ouvrages ou d'articles de référence ou si vous connaissez des sites web de qualité traitant du thème abordé ici, merci de compléter l'article en donnant les références utiles à sa vérifiabilité et en les liant à la section « Notes et références ».
Tad Danielewski, né le 29 mars 1921 à Radom en Pologne et mort le 6 janvier 1993 à Los Angeles, est un réalisateur, producteur, et scénariste polonais.

## Biographie
Né en 1921, il est le père du célèbre écrivain Mark Z. Danielewski, et de la chanteuse et compositeur Poe. Il sert aux côtés de la Pologne durant la Seconde Guerre mondiale. Mais il est capturé et enfermé dans un camp allemand, puis libéré par les troupes du général George Patton. Ensuite, il quitte la Pologne pour les États-Unis, où il devient enseignant du 7e art. Il a parmi ses élèves les célèbres : James Earl Jones, Martin Sheen, Sigourney Weaver, Mercedes Ruehl et aussi Ralph Waite. Il meurt en 1993 à Los Angeles.

## Filmographie

### Réalisateur
- 1950 : Robert Montgomery Presents
- 1961 : The Big Wave
- 1962 : Huis clos (No Exit)
- 1965 : The Guide
- 1972 : España puerta abierta

### Producteur
- 1961 : The Big Wave
- 1965 : The Guide

### Scénariste
- 1961 : The Big Wave

## Récompenses

### Nominations
- 1962 : Pour No Exit, il a été nommé au Festival de Berlin